# Charlottenlust
Die Charlottenlust ist der nördlichste Stadtteil der Kernstadt von Wernigerode. Das vornehmlich aus Einfamilienhäusern bestehende Wohnviertel grenzt im Süden an die Plattenbausiedlung Harzblick. Im Norden, Osten und Westen ist Charlottenlust von Feldern umgeben. Nördlich des Stadtteils erhebt sich der bewaldete Charlottenlust-Hügel.
In Charlottenlust ist der Teilbetrieb Quasselstrippe der Lebenshilfe e.V. und der Ponyhof Linde angesiedelt.

## Geschichte
Das Vorwerk Charlottenlust entstand in den Jahren von 1728 bis 1733 durch Ausrodung des Reddeberholzes. Der Name der Ortschaft ist aus dem Rufnamen der Gemahlin des Grafen Christian Ernst zu Wernigerode, Sophie Charlotte geborene Gräfin zu Leiningen-Westerburg, hergeleitet.